# バッサルボロ
バッサルボロ（英: Vassalboro）は、アメリカ合衆国メイン州のケネベック郡にある町。人口は4,526人（2022年推計）。

## 地理
アメリカ合衆国国勢調査局の調査によると、バッサルボロの面積は124平方キロメートルであり、そのうち115平方キロメートルが陸地、9.1平方キロメートル(7.4%)が海である。東バッサルボロに図書館や運動場がある。東バッサルボロにはかつてアレクサンダー・グラハム・ベルが住んでいたリビア・ハウス(Revere House)がある。東バッサルボロのチャイナ・レイク(China Lake)付近にあるステファニー・ポローハウス(Stephanie Pleau's house)内にバッサルボロ歴史協会があり、秋には東バッサルボロ農業組合により年1回の図書館古書販売が行われる。生徒数約550人のバッサルボロコミュニティースクールもある。

## 歴史
バッサルボロの名は、マサチューセッツ湾植民地以来の家系を持つ大地主、ウィリアム・バッサル(William Vassal or Vassall)にちなんで名づけられた。ウィリアム・バッサルは大商人であり、アメリカ独立戦争には英国派 (Loyalist) だった。一説によると、ここをバッサルボロと名づけたのはウィリアム・バッサル本人だったという。バッサルはマサチューセッツ湾植民地知事だったジョン・ウィンスロップとしょっちゅう対立しており、一時はシチュエート (Scituate) の町に引っ越した。シチュエートに着いてすぐ、今度は宗教論争に巻き込まれ、10年後に中米の島バルバドスに移住して、そこで死んだ人物である。
1770年3月2日、ウィリアム・バッサルはノバスコシア州から姪のマリー・プレスコット(Mary Prescott)を呼び寄せ、バッサルボロの五番地(Lot Number 5)に住まわせたため、そこは後に「地主の番地」(Proprietor's Lots)と呼ばれるようになった。もっともマリーはその9ヵ月後にハローウェル郡 (Hallowell, Maine) のある人物にほとんどの土地を売ってしまっている。
ハーバードカレッジ (Harvard College) を卒業し、ミドルセックス郡 (Middlesex County) の保安官に命を救われ、アメリカ独立戦争時にイギリスに逃げることを余儀なくされた人物もウィリアム・バッサルという名であり、同一人物と見られている。彼はイギリスサリー州のバッテルシー (Battersea) にある養家に戻り、アメリカにあるほとんどの土地を売ってしまった。

## 人口統計
2000年の国勢調査によると、4,047人、1,549世帯、1,138家族が住んでいる。人口密度は1平方キロメートルあたり35.3人、1,838ある家の密度は1平方キロメートルあたり16.0である。人種は98.62%が白人、0.15%がアフリカ系、0.22%がネイティブ・アメリカン、0.05%がアジア系、その他0.17%である。0.79%は混血である。0.57%がヒスパニックまたはラテン系である。
1,549世帯の内の36.9%に18歳未満の子供があり、58.7%は夫婦で住んでおり、9.5%は未亡人が世帯主であり、26.5%が独身世帯である。全世帯の19%が独居世帯であり、7.2%が65歳以上の独居世帯である。平均世帯人数は2.60、平均家族人数は2.94人である。
人口の27.2%が18歳未満、6.5%が18歳から24歳、30.9%が25歳から44歳、24.1%が45歳から64歳、11.4%が65歳以上である。平均年齢は37歳である。男女比は98.4対100である。18歳以上に限ると、男女比は95.8対100である。
1世帯あたりの平均年収は3万7923ドルであり、1家族あたりの平均年収は4万192ドルである。男性平均は3万1859ドル、女性平均は2万1299ドルである。人口1人あたりの平均年収は1万6281ドルである。家族の8.3%、人口の10.6%の収入は貧困線よりも下にあり、そのうち10.4%は18歳未満、10.6%が65歳以上である。